# Faringite
Faringite é uma infecção respiratória caracterizada por inflamação da parte posterior da garganta, denominada faringe. Os sintomas mais evidentes são a inflamação da garganta e febre. Entre outros sintomas estão corrimento nasal, tosse, dor de cabeça e rouquidão. Os sintomas geralmente manifestam-se durante três a cinco dias. As complicações podem incluir sinusite e otite média aguda.
A maior parte dos casos são causados por uma infeção viral. Cerca de 25% dos casos em crianças e 10% em adultos são causados pela bactéria Streptococcus pyogenes, infeção que é denominada faringite estreptocócica. Entre outras possíveis causas, mas pouco comuns, estão bactérias como a gonorreia, fungos, substâncias irritantes como o fumo, alergias e doença de refluxo gastroesofágico. Em pessoas com sintomas evidentes de infeção viral, como no caso de uma constipação, não se recomenda a realização de exames específicos. Nos restantes casos, recomenda-se a realização de um exame rápido de antígenos ou a recolha de um esfregaço para análise. Entre outras condições que podem produzir sintomas semelhantes estão  a epiglotite, tiroidite, abcesso retrofaríngeo e, ocasionalmente, doenças cardiovasculares.
As dores podem ser aliviadas com anti-inflamatórios não esteroides, como o ibuprofeno. A lidocaína de aplicação tópica pode também ser benéfica. As infeções bacterianas são geralmente tratadas com antibióticos como a penicilina ou a amoxicilina. Não é ainda claro se os corticosteroides são ou não benéficos na faringite aguda para além de, possivelmente, nos casos mais graves.
A faringite é a causa mais comum de inflamações da garganta. A cada trimestre, cerca de 7,5% da população contrai uma faringite. Em média, cada adulto contrai uma inflamação da garganta entre duas e três vezes por ano e uma criança cinco vezes por ano. Em qualquer intervalo de três meses, cerca de 7,5% da população mundial apresenta uma faringite. O termo tem origem na palavra grega pharynx, ou faringe, e no sufixo -ite, que significa "inflamação".

## Sinais e sintomas
Os sinais e sintomas são muito variáveis pois dependem do agente infecioso causal e das defesas imunológicas do paciente.
- Se na maioria dos casos existe só uma "irritação da garganta" com ardor, como acontece nos casos que acompanham um resfriado.
- Quando a infecção é provocada pelo vírus de Epstein-Barr as adenopatias ocupam um lugar de destaque assim como a febre e a debilidade geral
- A febre e a dor à deglutição têm lugar de destaque com algumas adenopatias quando o agente causal é o tão temível Estreptococus pyogenes
- Quando acompanha o Sarampo, os sinais e sintomas são os da doença principal.[13]

## Causas
A doença transmite-se por via oral, pela saliva que as pessoas expelem ao falar visível ou não (gotículas de Pfludge), tossir, espirrar ou pelo beijo. O período de incubação é variável e depende do germe infecioso mas pode ir de 2-3 a 5-8 dias.

### Infecções virais

Amígdalas com membranas purulentas

A causa mais frequente são as infecções por vírus (40 a 80% dos casos) e pode ser causado por diversos vírus:
- Os adenovirus que se caracterizam por um começo agudo e se acompanham de gânglios inchados
- Os vírus influenzas que causam a gripe comum
- Os Rhinovirus, causa frequente de resfriados leves
- O vírus de Epstein-Barr que também causa mononucleose infecciosa, ou menos frequentemente
- O vírus Herpes simplex, que também causa úlceras bucais
- Os coronavirus, o vírus sincicial respiratório e o vírus parainfluenza são causas frequentes de infecções respiratórias em crianças pequenas
- Raramente é causada pelo vírus do sarampo, em áreas endêmicas.

### Infeções bacterianas
- Entre 15 e 30% são causados por estreptococos do grupo A beta-hemolítico como o Streptococcus pyogenes. A faringite estreptocócica pode provocar complicações sérias como a febre reumática e mesmo a endocardite bacteriana
- Outras bactérias menos frequentes incluem a Haemophilus influenzae, Bordetella pertussis(que causa coqueluche), Bacillus anthracis(que causa anthrax), Chlamydophila pneumoniae, Corynebacterium diphtheriae(que causa difteria), Neisseria gonorrhoeae(que causa gonorreia) e Mycoplasma pneumoniae.[15]

## Diagnóstico
Duas situações são de temer, uma bacteriana, causada pelo Streptococcus pyogenes outra viral, a Mononucleose infeciosa, pelas complicações que podem originar.
O diagnóstico baseia-se na anamnese e exame físico do doente, secundado por exames laboratoriais. O hemograma é essencial para distinguir entre a infeção bacteriana - leucocitose (aumento dos leucócitos) com neutrofilia (aumento do número de neutrófilos), ou no caso de uma infeção viral, leucocitose com linfocitose (aumento dos linfócitos) ou monocitose (aumento dos monócitos) no caso da Mononucleose infeciosa.
Em caso de dúvida uma colheita de pus deve ser feita com uma zaragatoa e a análise microscópica com ou sem incubação dá-nos o resultado.

### Classificação
Pode ser classificada em
- Faringite aguda que pode ser catarral, purulenta ou ulcerosa dependendo da virulência do microrganismo infetante e das defesas imunitárias do indivíduo.[15]
- Faringite crónica é quase sempre catarral mas pode apresentar um aspecto hipertrófico ou atrófico.[16]

Também pode ser classificada consoante a localização predominante
- Naso-faringite, o resfriado habitual
- Amigdalo-faringite ou tonsilo-faringite que é a mais frequente e na qual as amígdalas ou tonsilas palatinas também são afetadas.
- A amigdalite ou tonsilite não é mais do que uma faringite com infeção predominante das amígdalas.

## Tratamento
Além dos cuidados de desinfeção com gargarejos, os analgésicos e antipiréticos são indicações em todos os tipos de faringite. O tratamento com antibióticos não é eficaz nas faringites por vírus, mas deve ser utilizado já que a infeção bacteriana pode sobrepor-se a uma infeção que primeiramente foi viral; porém antes de qualquer tratamento antibiótico deve ser feita uma zaragatoa do exsudato para cultura e identificação do agente causal. Sendo a infeção pelo Streptococcus pyogenes a mais temível, pelas complicações já enumeradas, deve ser usado um antibiótico ao qual esta bactéria seja sensível como é o caso da penicilina ou da eritromicina em casos de alergia à penicilina.